# Березняки (зупинний пункт, Південно-Західна залізниця)
Березняки́ (до 18 січня 2024 року — Лівий Берег) — пасажирський зупинний пункт Київського залізничного вузла Київської дирекції Південно-Західної залізниці на дільниці Дарниця — Київ-Волинський (через Київ-Деміївський) між зупинним пунктом Видубичі (4 км) та станцією Дарниця (3 км). Розташований у межах міста Києва. Є однією із зупинок Київської кільцевої електрички.

## Історія
Зупинний пункт відкритий 1909 року. У 2010 році відбулася капітальна  реконструкція.
До 18 січня 2024 року назва платформи Лівий Берег була схожою з іншою зупинкою на лінії міської електрички — Лівобережна, причому обидві були наступними після станції Дарниця (у різних напрямках), через це їх доволі часто плутали, тож було ухвалено рішення про перейменування платформи, яка отримала назву Березняки (за назвою однойменної місцевості), для більш точної відповідності назв топоніміці столиці та полегшення навігації історичними районами міста.

## Пасажирське сполучення
На платформі Березняки зупиняються приміські електропоїзди Ніжинського та Яготинського напрямку, а також є однією із зупинок Київської міської електрички.

## Галерея

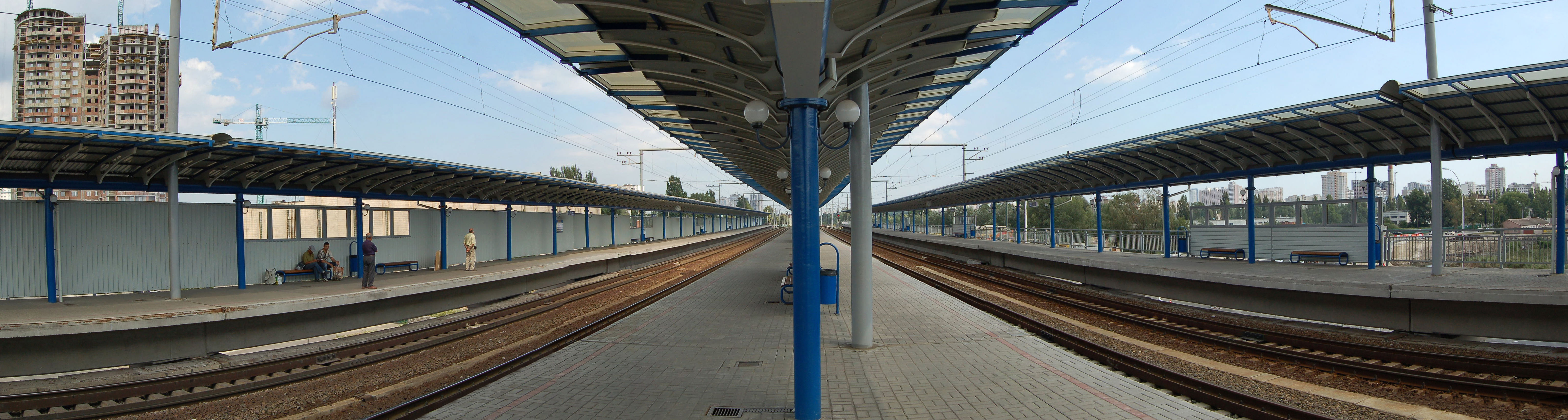
Пасажирські платформи
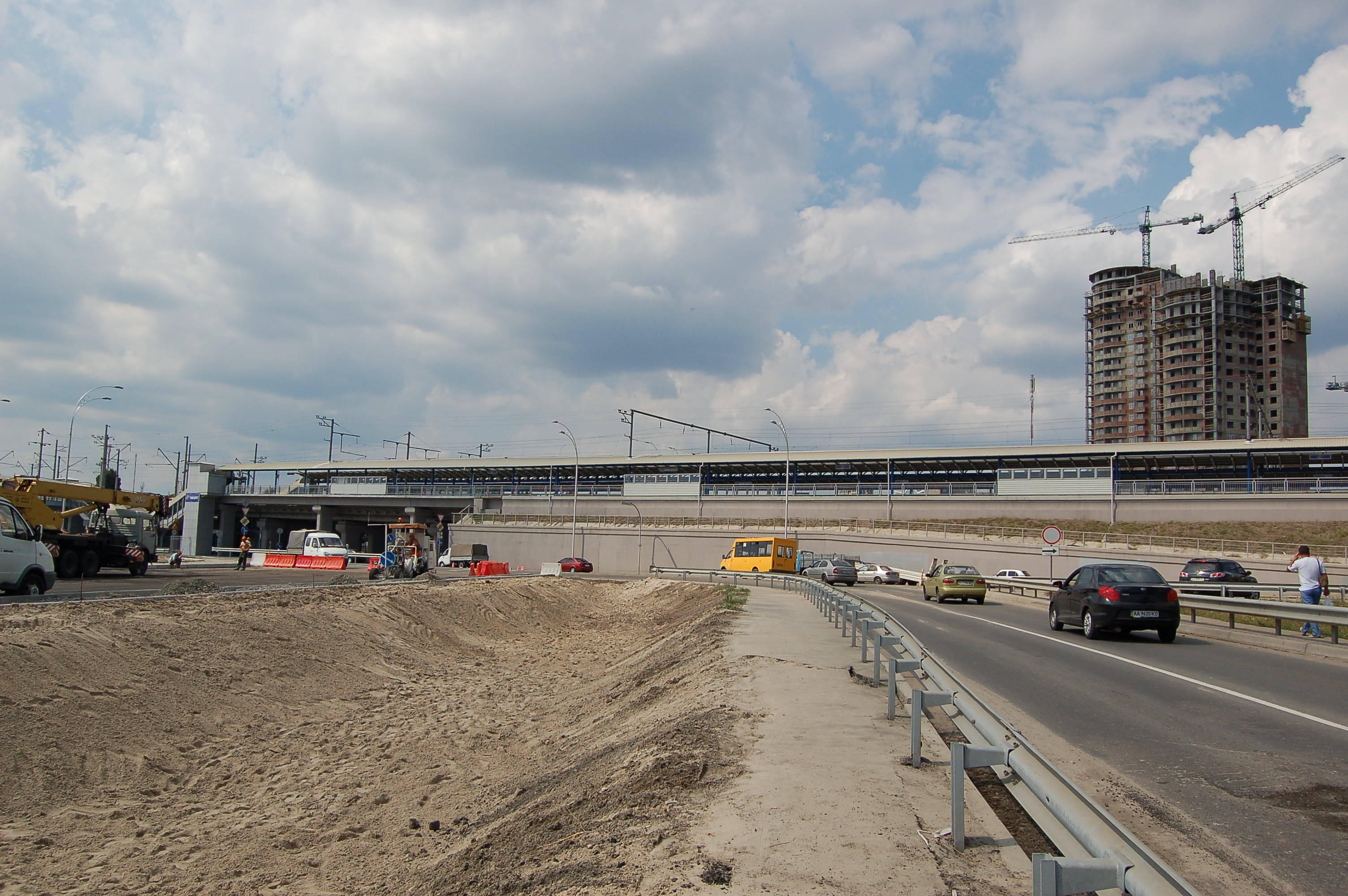
Краєвид з південного боку
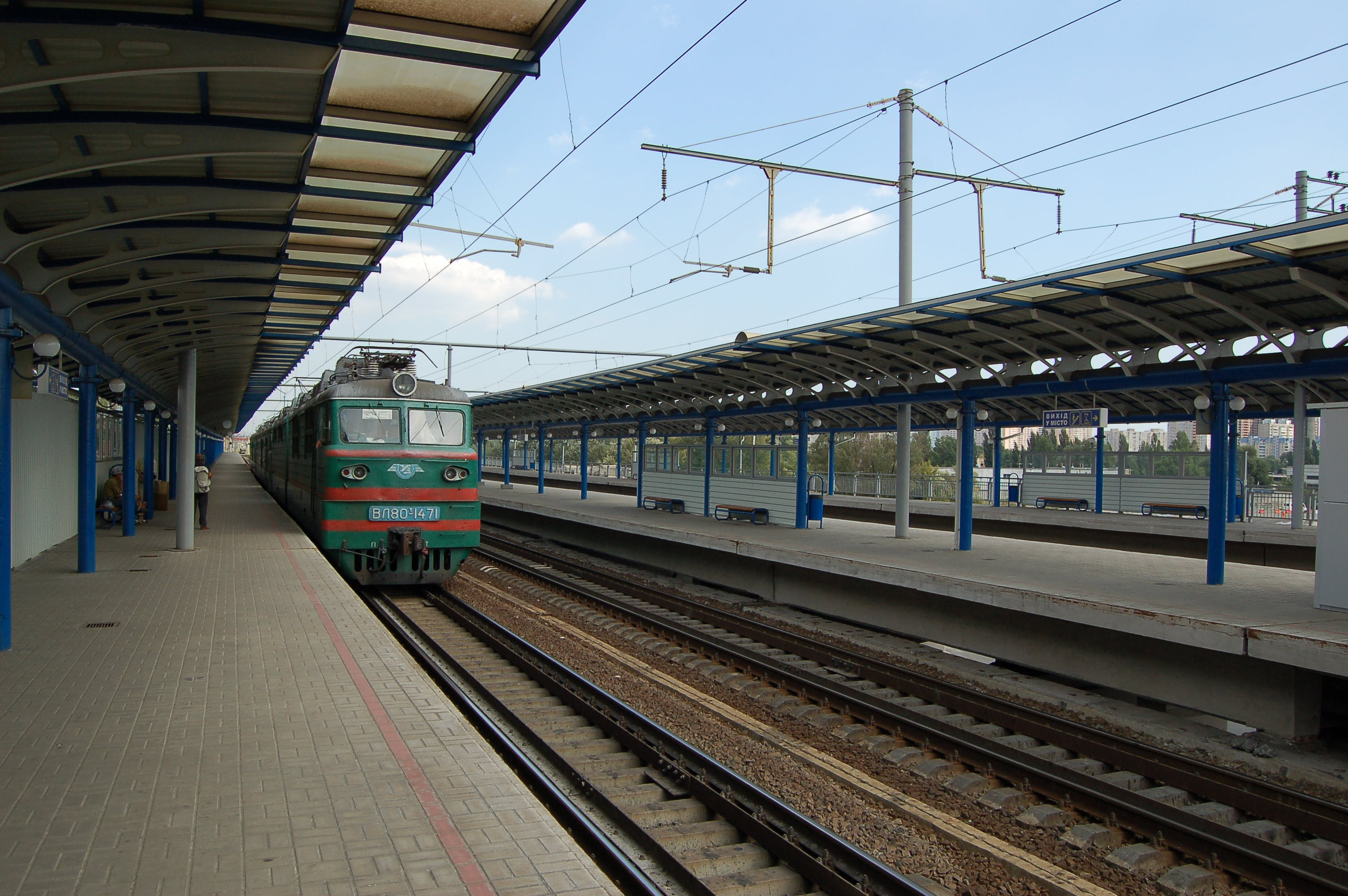
Платформа у бік Видубичів
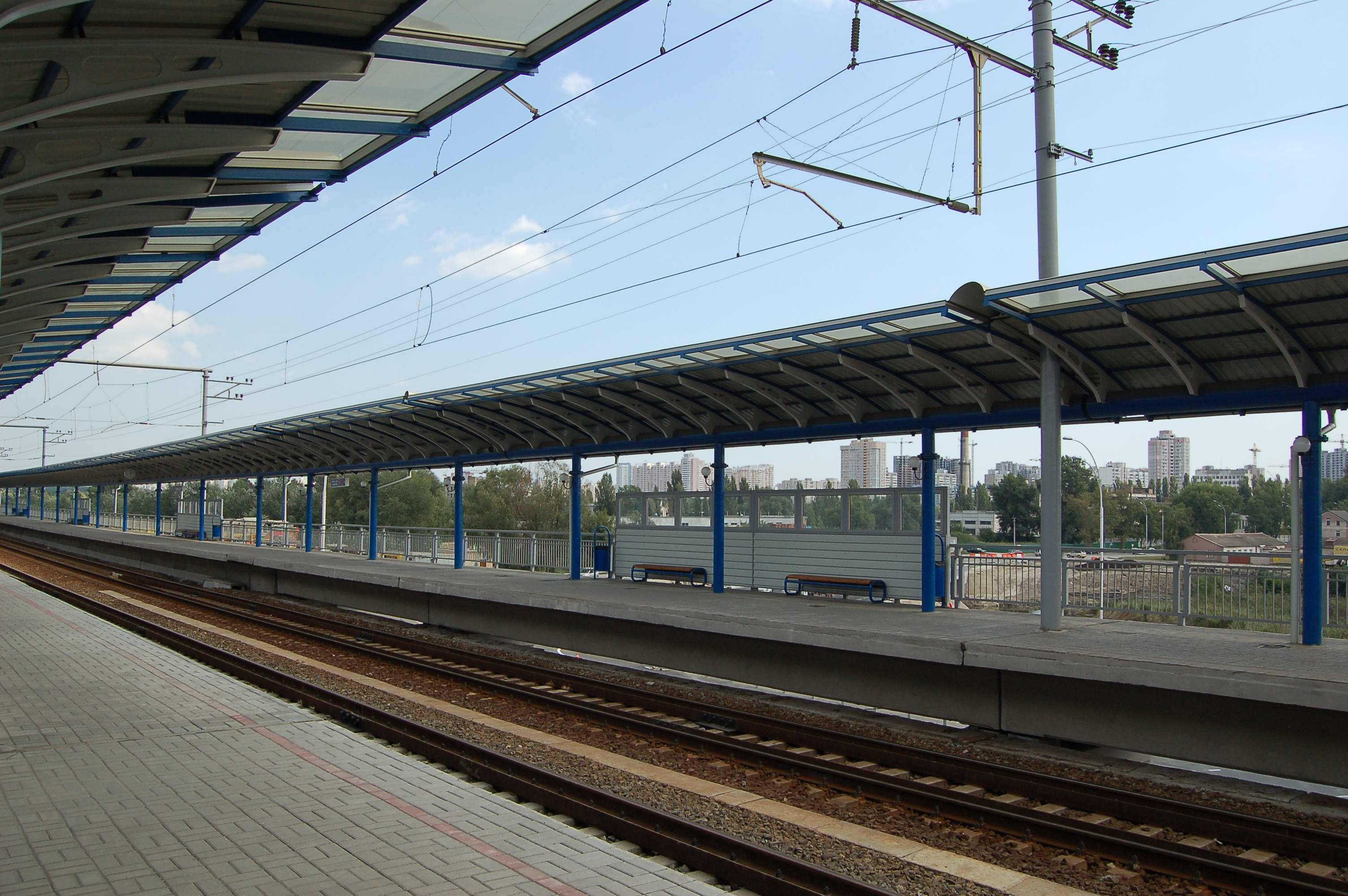
Платформа у бік Дарниці
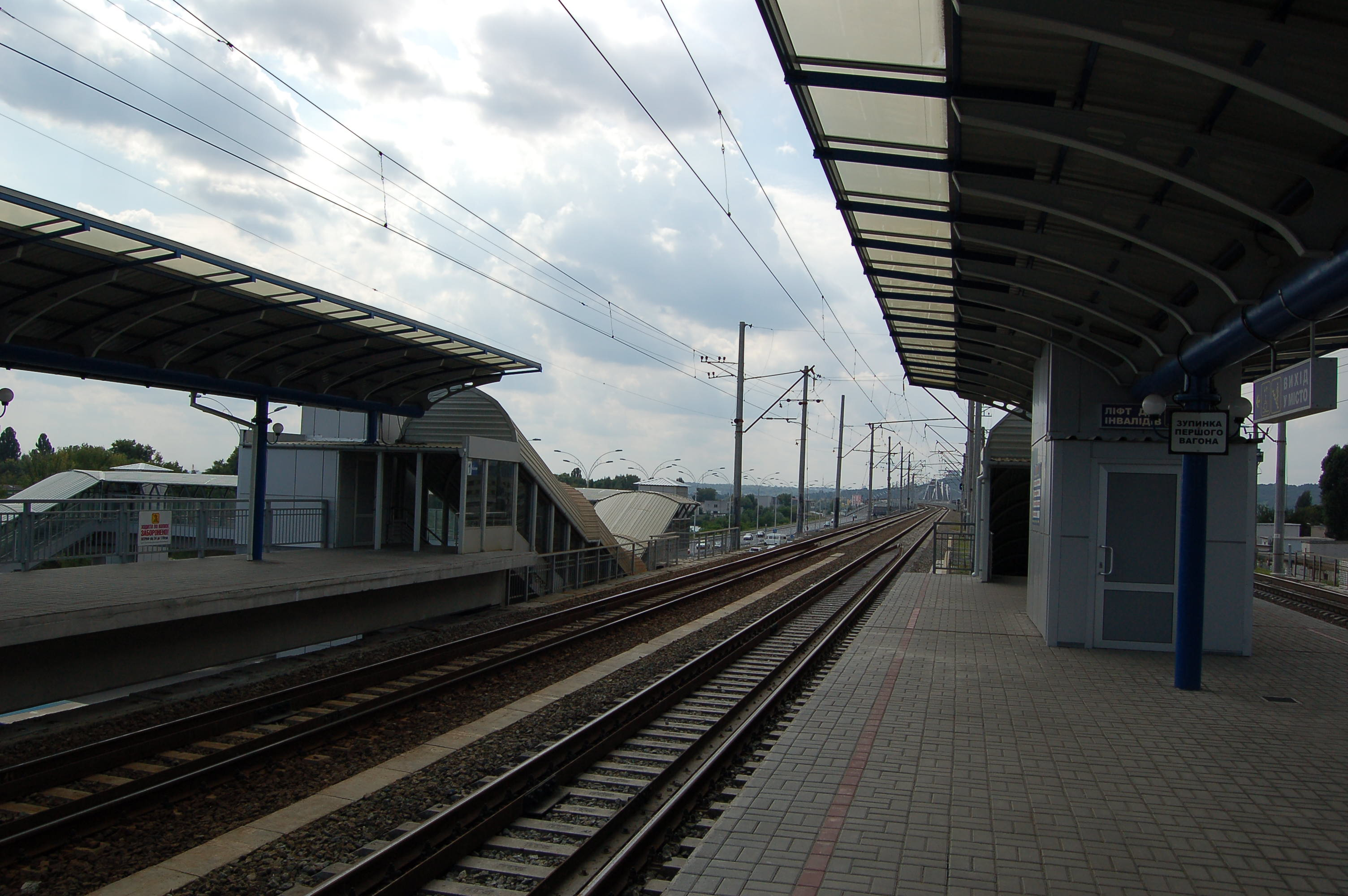
Краєвид з острівної платформи у бік мосту через Дніпро
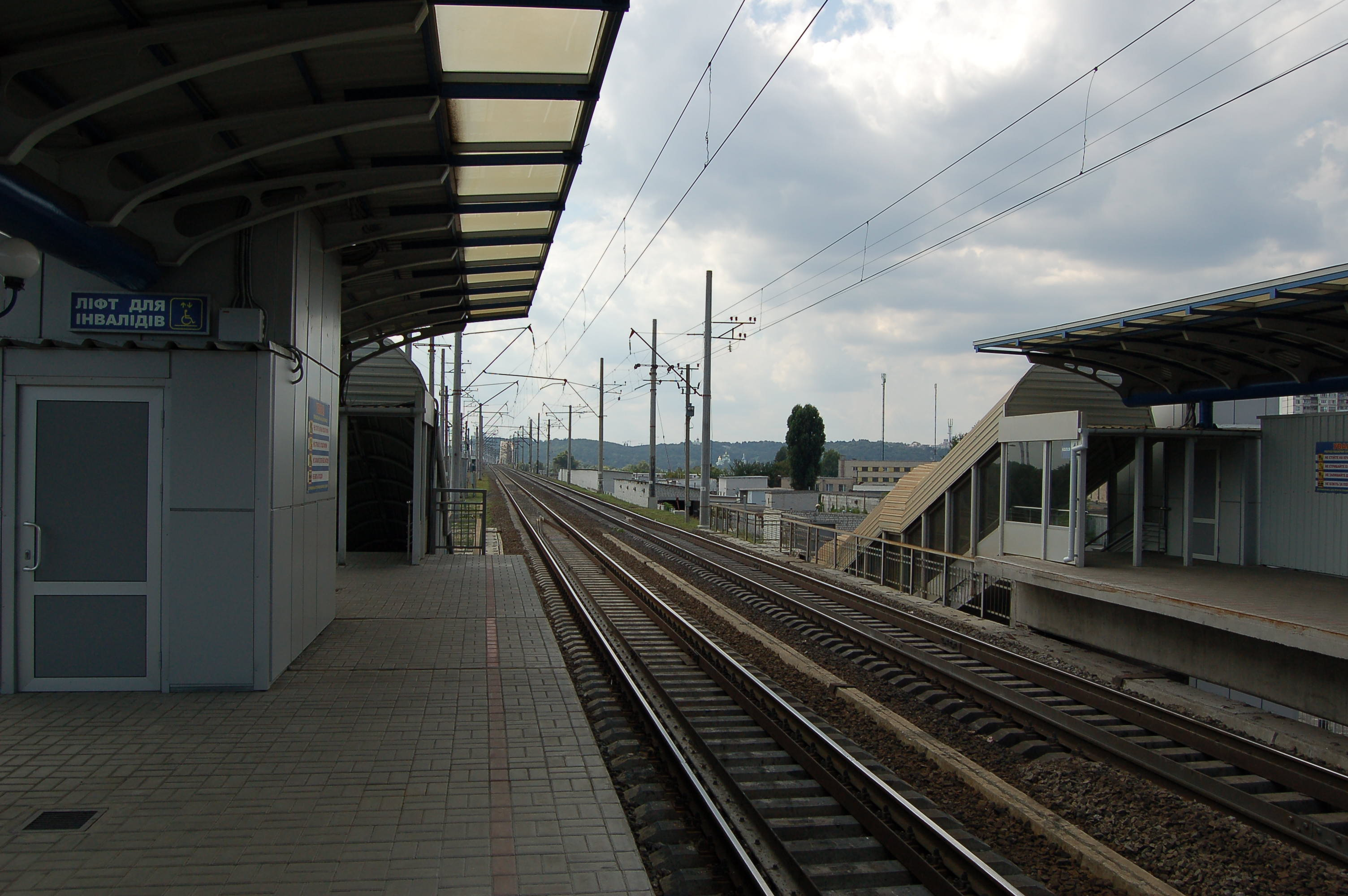
Краєвид з острівної платформи у бік мосту через Дніпро
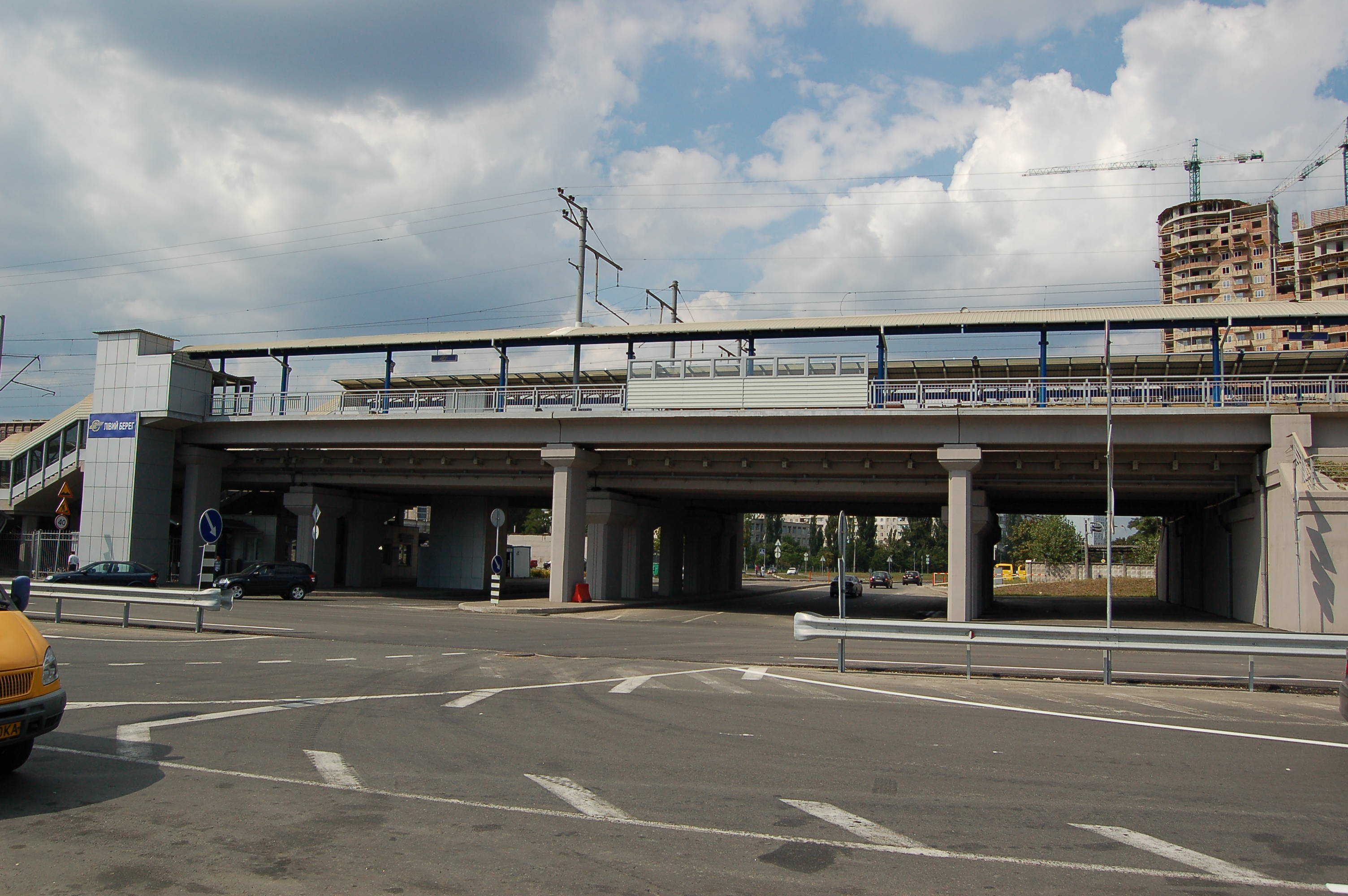
Проїзд під залізничними коліями у бік Березняків
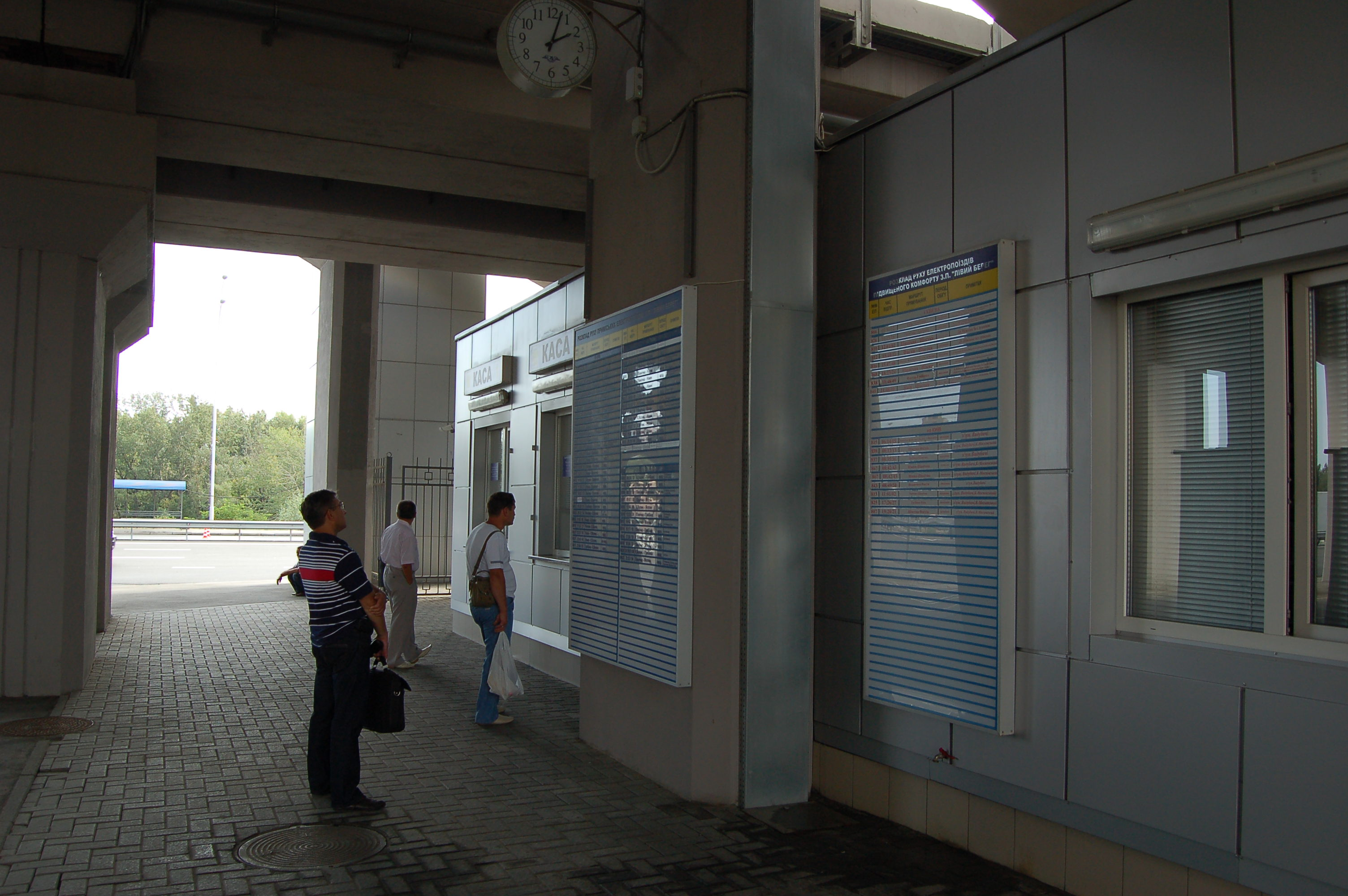
Каси
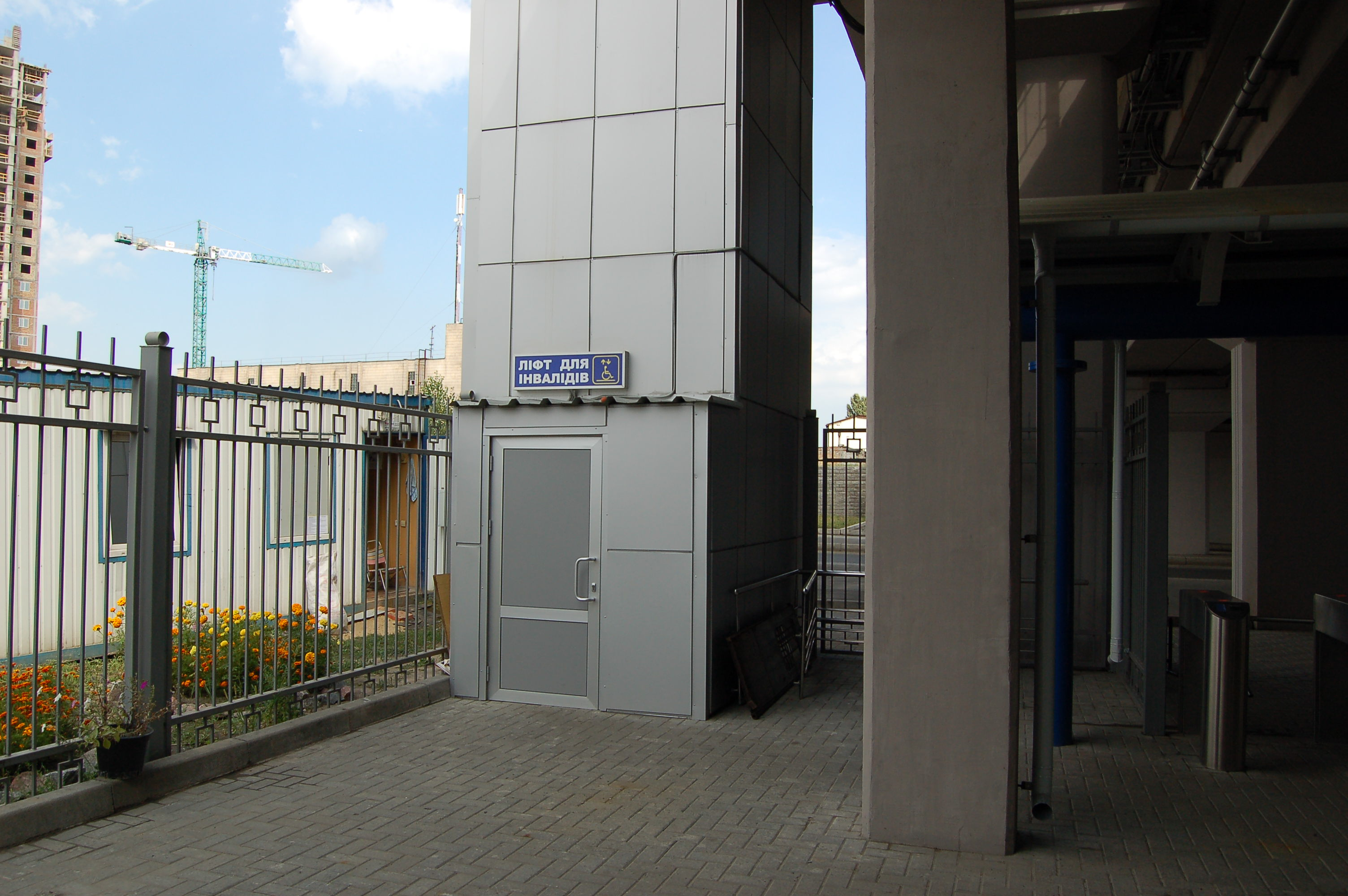
Ліфт на платформу
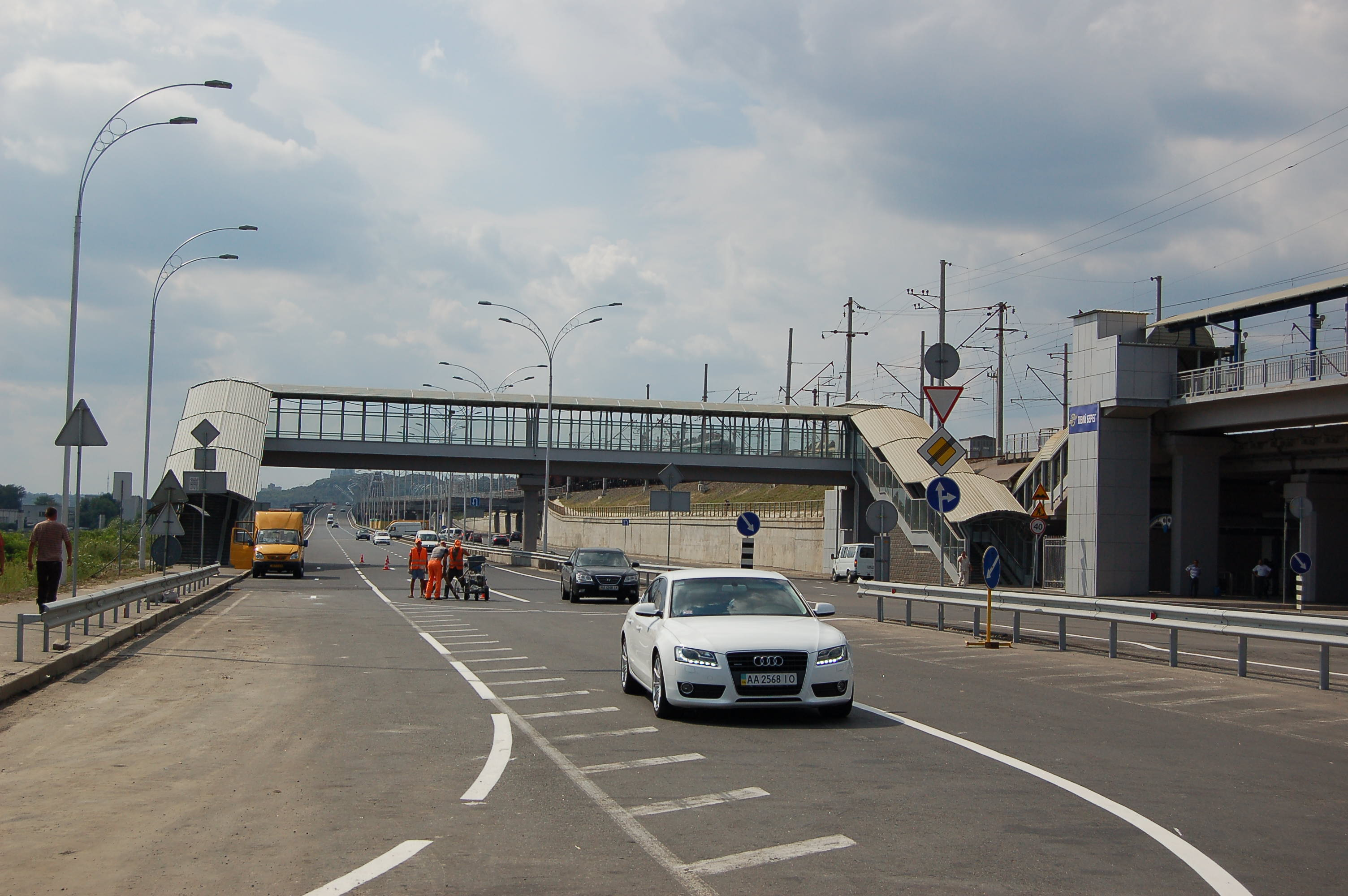
Пішохідний перехід через автодорогу біля платформи
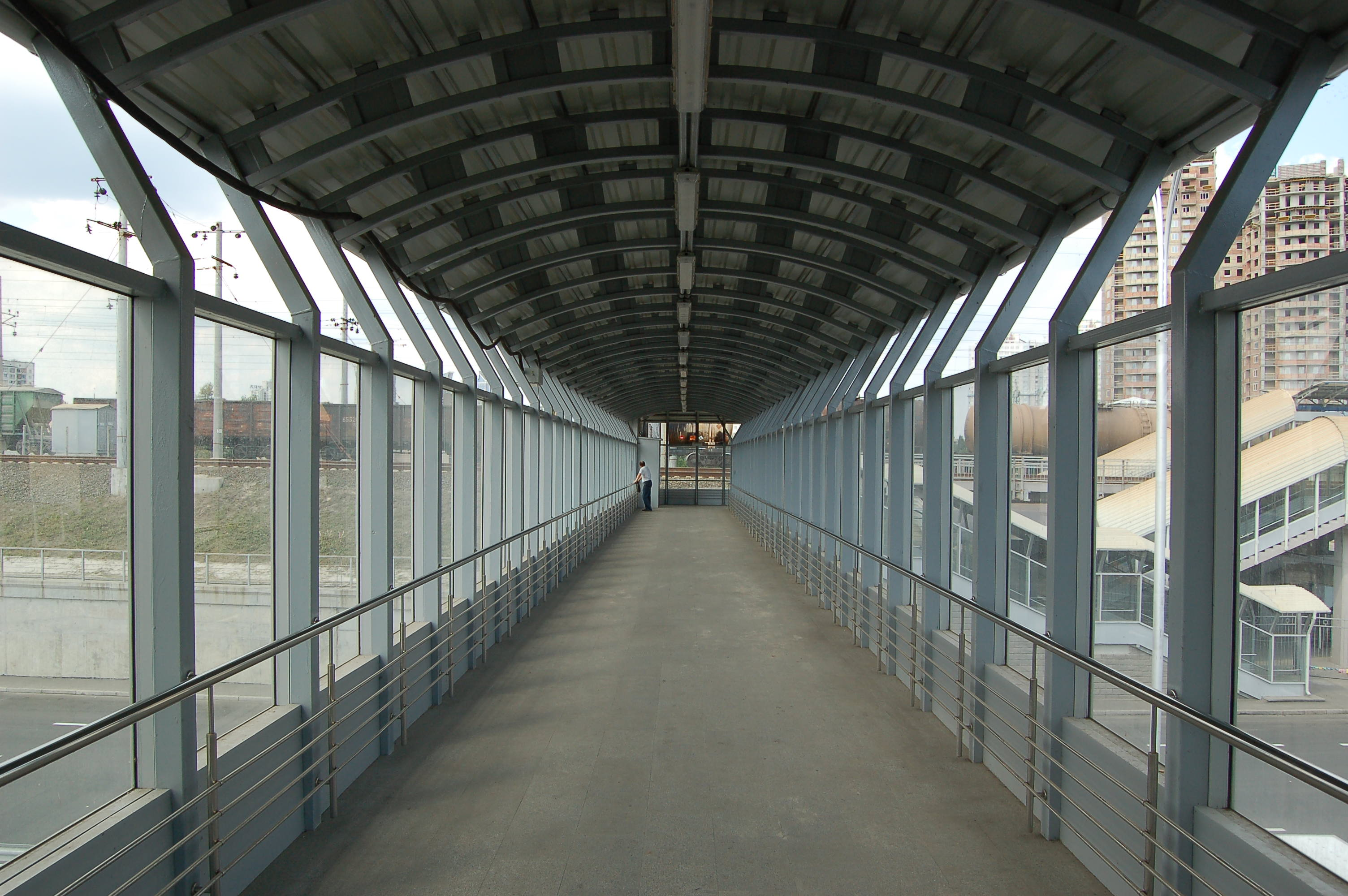
Галерея наземного переходу